# Jeff Rosenstock
Jeff Rosenstock (Long Island, Nueva York, 7 de septiembre de 1982) es un músico estadounidense. Fue el principal cantante de la banda The Arrogant Sons of Bitches, del colectivo musical Bomb the Music Industry! y de la banda de indie rock Kudrow. Tras la separación de Bomb the Music Industry! comenzó una carrera en solitario.

## Carrera
Rosenstock comenzó su carrera en solitario en 2012 tras el lanzamiento de su mixtape I Look Like Shit dos meses después de que Bomb the Music Industry! anunciase las intenciones de separarse. 
El primer álbum de estudio en solitario de Jeff fue We Cool?, lanzado en 2015. Su segundo álbum, también en solitario, fue WORRY, que aireó el 14 de octubre de 2016. El estreno de su tercer álbum de 10 canciones, POST- tuvo lugar en enero de 2018. Su cuarto álbum de estudio, NO DREAM, fue lanzado el 20 de mayo de 2020.
Rosenstock ha actuado con muchas otras bandas de ska y punk, incluyendo a Mustard Plug, The Bruce Lee Band y AJJ. También ha actuado con Laura Stevenson y Lee Hartney, compañeros de banda de Bomb the Music Industry!. Algunas de sus influencias musicales incluyen a Tom Waits, Pulp y The Beach Boys.